# Ben Smim
Ben Smim (en àrab بن صميم, Bn Ṣmīm; en amazic ⴱⵏⵚⵎⵉⵎ) és una comuna rural de la província d'Ifrane, a la regió de Fes-Meknès, al Marroc. Segons el cens de 2014 tenia una població total de 6.506 persones.